# Bathynomus kapala
Bathynomus kapala is een pissebed uit de familie Cirolanidae. De wetenschappelijke naam van de soort is voor het eerst geldig gepubliceerd in 1975 door Griffin.